# Porsche 918
Porsche 918 Spyder – hipersamochód marki Porsche zaprezentowany podczas 80. Międzynarodowej Wystawy Samochodowej w Genewie w 2010 roku jako następca Porsche Carrera GT. Auto zostało wyprodukowane jako seria limitowana w liczbie 918 sztuk. Pierwsze egzemplarze pojazdu pojawiły się w salonach w listopadzie 2013 roku. Finalnie auto zostało wdrożone do produkcji we wrześniu 2013 roku. W czerwcu 2015 roku Porsche ogłosiło, iż produkcja modelu dobiegła końca po dokładnie 21 miesiącach wytwarzania w zakładach marki w Zuffenhausen.

## Opis modelu

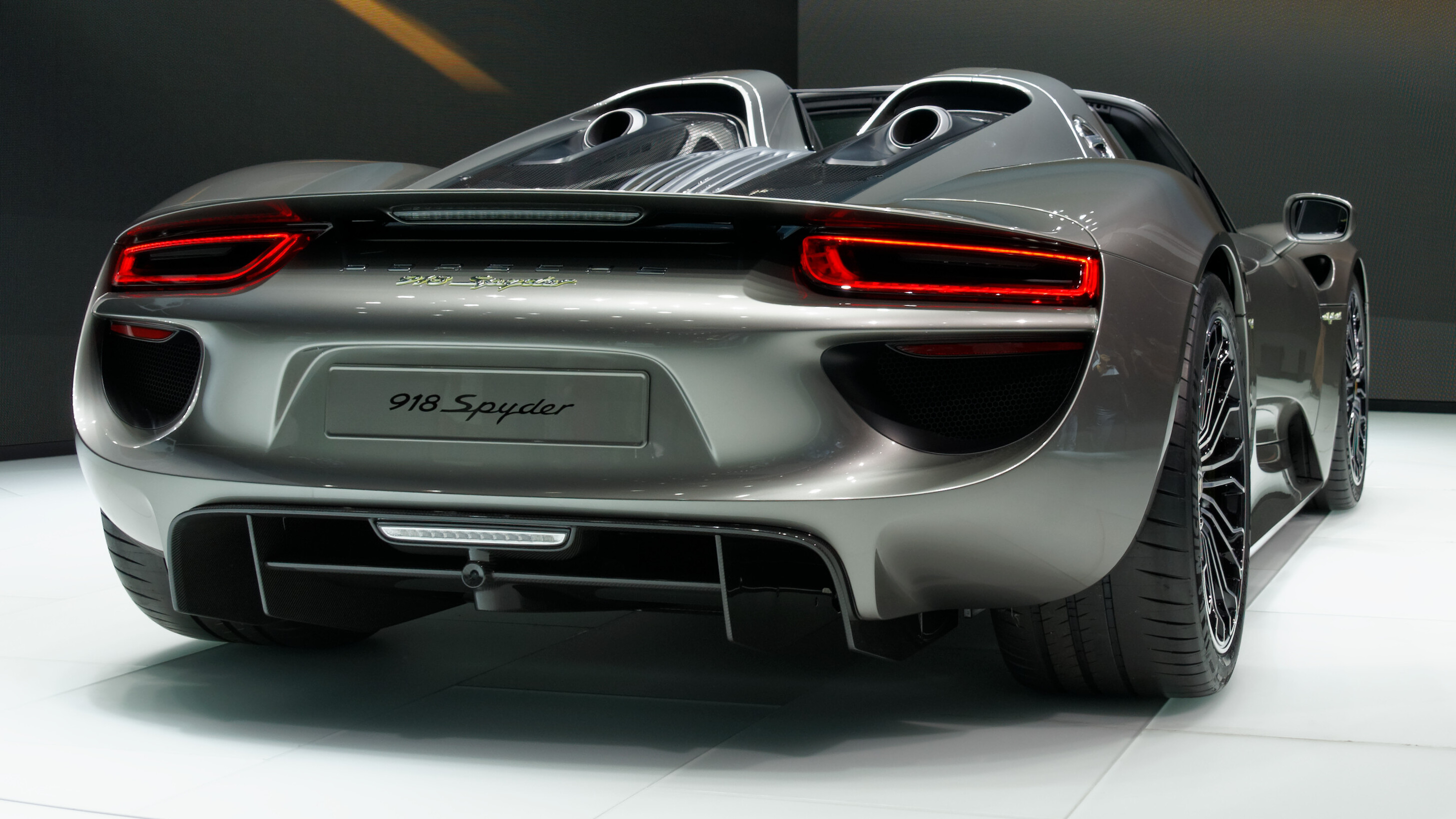
Tył samochodu

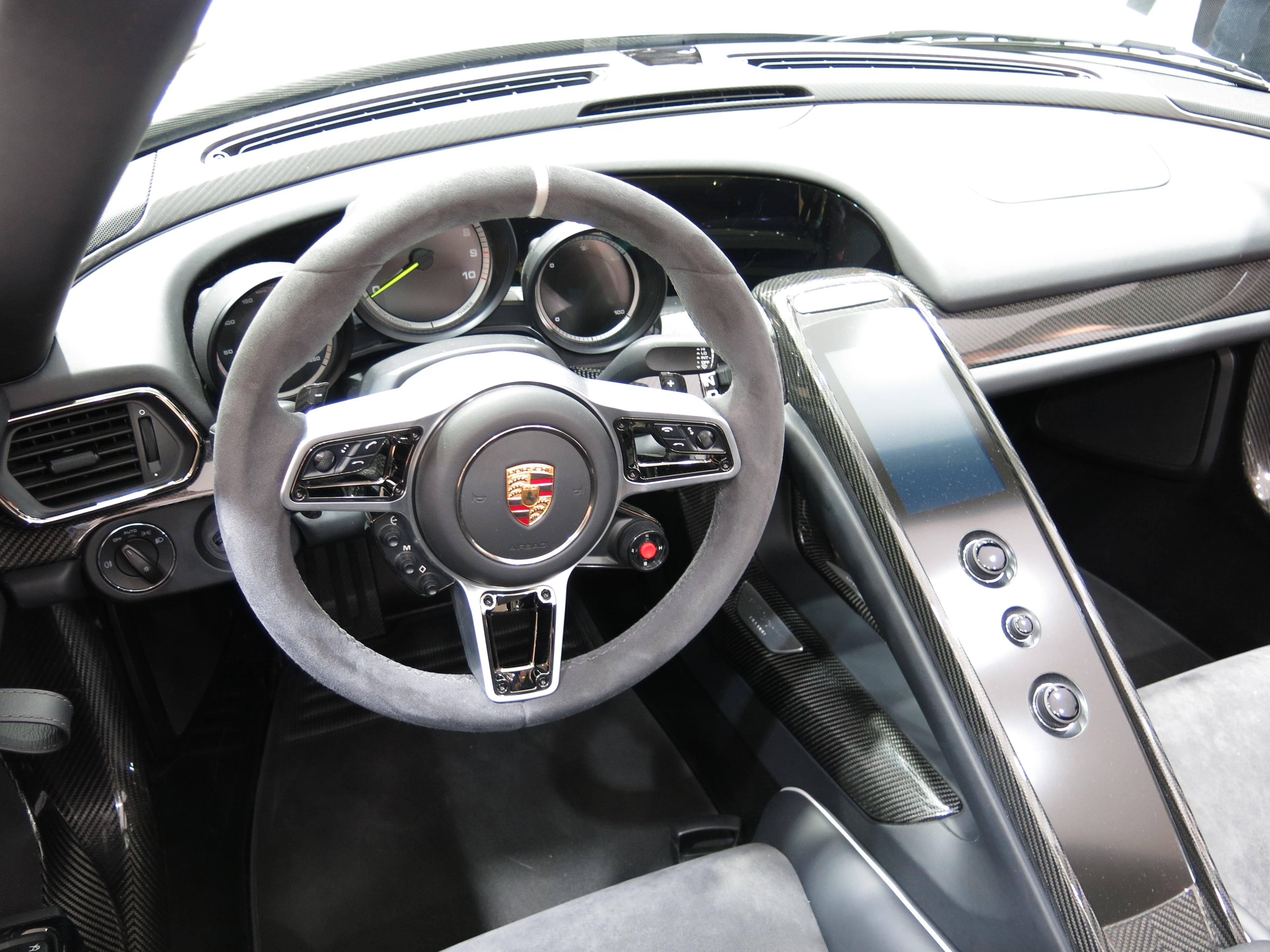
Wnętrze 918 Spyder

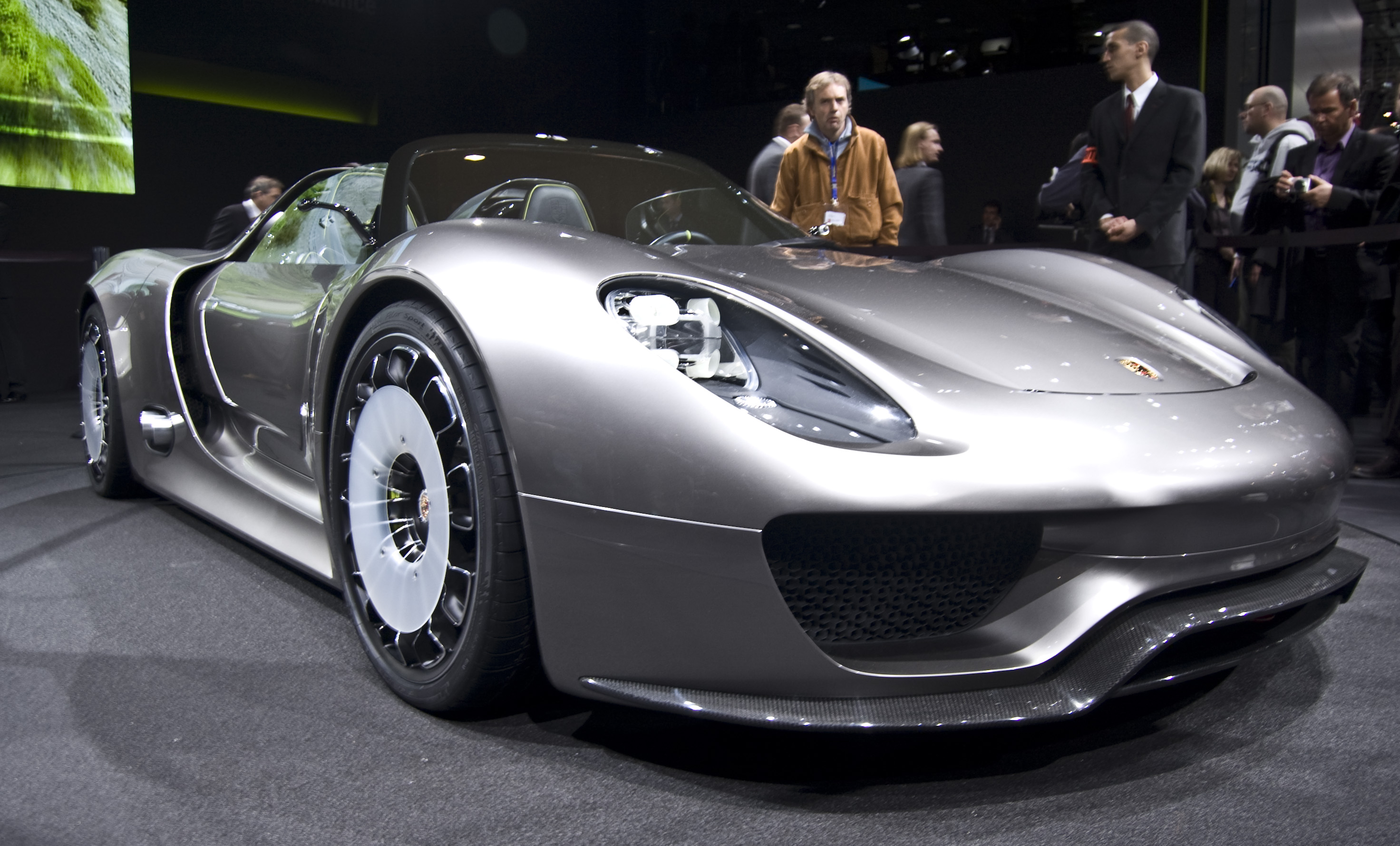
Prototyp z 2010 roku

Prototyp został wyposażony w centralnie umieszczony silnik benzynowy V8 o pojemności 4.6 litra i mocy 540 KM oraz w dwa silniki elektryczne o łącznej mocy 230 KM. Łączna moc prototypu w podanej konfiguracji to 770 KM. Silnik spalinowy napędzał tylną oś pojazdu natomiast silniki elektryczne przednią. Wersja produkcyjna wyposażona jest w ten sam silnik spalinowy, lecz jego moc zwiększono do 608 KM. Moc silników elektrycznych także uległa zwiększeniu. Przedni elektromotor generuje 127 KM, a tylny 154 KM. Łącznie wersja produkcyjna generuje moc aż 889 KM. Pomimo iż jest to hipersamochód, to silnik spala w trybie ekologicznym zaledwie 3 litry na 100 km. We wrześniu 2012 roku podano do wiadomości, że auto pokonało Północną Pętlę toru Nürburgring (Nordschleife) w czasie 6 minut i 57 sekund (dla porównania, Lexus LFA pokonał tę trasę w 7 minut i 14 sekund. Opcjonalnie do samochodu dostępne było specjalne malowanie w kolorze Liquid Metal Blue oraz Liquid Metal Grey. W sierpniu 2012 roku do sieci wyciekły zdjęcia Porsche 918 Spyder w sportowych barwach Martini Racing. Wersja produkcyjna różniła się szczegółami od konceptu. Wydechy zostały umieszczone w miejscu wysuwanych wlotów powietrza, czyli tuż nad silnikiem.
Auto zostało ciepło przyjęte przez świat gier komputerowych - 918 Spyder wystąpił m.in. w serii Need for Speed, czy Forza Motorsport.

### Silnik
- Silnik spalinowy: 4.6 l V8
- Moc silnika spalinowego: 608 KM
- Silnik elektryczny: 2 silniki elektryczne z przodu, napędzający przednie koła, 127 KM, a z tyłu, napędzający tylne koła, 154 KM
- Łączna moc: 889 KM
- Skrzynia biegów: 7-biegowa sekwencyjna
- Osiągi od 0 do 100 km/h: 2,5 s
- Osiągi od 0 do 200 km/h: 7,2 s
- Osiągi od 0 do 300 km/h: 19,9 s
- Prędkość maksymalna: 350 km/h[7]

## Porsche 918 RSR
Porsche 918 RSR – koncepcyjny wyścigowy supersamochód zaprezentowany w 2011 roku w Detroit, a następnie podczas Geneva Motor Show jako prototypowa wariacja na temat, wtedy przyszłego, seryjnego modelu 918 Spyder. Prędkość maksymalna podana przez producenta to 322 km/h, czyli 200 mph, zaś przyspieszenie 0-100 km/h to 3,0 s. Do napędu użyto jednostki V8 o pojemności 3,4 l (3400 cm³) DOHC 48v (48 zaworów), generującej moc 563 KM oraz dwóch silników elektrycznych, generujących moc 204 KM (każdy 75 KW). Łączna moc maksymalna silników to 767 KM.

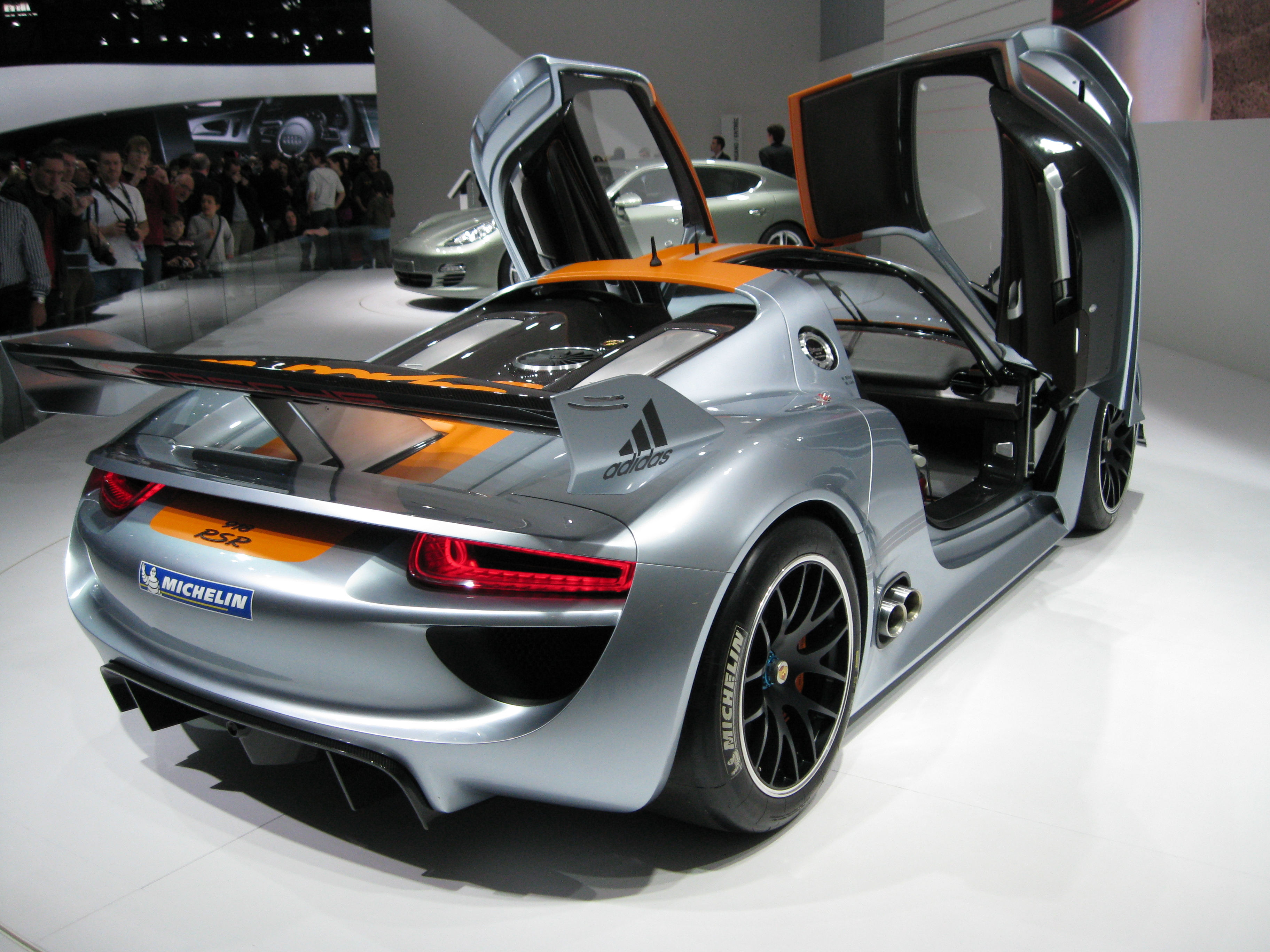
Tył 918 RSR

Typ nadwozia to 2-drzwiowe coupé. Napęd przenoszony jest przez 6-stopniową sekwencyjną przekładnie na tylną oś.
Samochód nie wyszedł z fazy prototypowej i nie trafił do seryjnej produkcji.

### Silniki

#### Silnik benzynowy
- V8 3,4 l (3400 cm³) DOHC 48v (48 zaworów)
- Maksymalny moment obrotowy: b/d
- Moc maksymalna: 563 KM przy 10300 obr./min.

#### Silniki elektryczne
- Liczba: 2
- Moc maksymalna (łącznie): 204 KM
- Moc maksymalna pojedynczego silnika: 75 KW

### Osiągi
- Prędkość maksymalna: 322 km/h (200 mph)
- Przyspieszenie 0-100 km/h: 3,0 s